# Vârful Turnul Plecat, Munții Făgăraș
Vârful Turnul Plecat este un vârf de 2.410 m din Munții Făgăraș.